# Narcís Argemí i Vendrell
Narcís Argemí i Vendrell (Tarrasa, 29 de octubre de 1829 - Tarrasa, 25 de diciembre de 1885) fue un fabricante textil español y político tarrasense, alcalde de Tarrasa entre 1881 y 1883. y uno de los fundadores del Instituto Industrial de Terrassa, en 1873
Durante su mandato como alcalde y ante el crecimiento socioeconómico de la ciudad, Narcís Argemí i Vendrell acordó el  derribo del Portal de Sant Roc para permitir la extensión urbanística de la ciudad más allá de las murallas.
Su pensamiento político se encuadra en el liberalismo monárquico del Sexenio Revolucionario en defensa de los intereses industriales y agrícolas de la vila de Tarrasa. Por su lealtad a los valores liberales monárquicos, en 1871 le fue otorgado, por Amadeo I Rey de España, el Título de Caballero de la Real Orden de Isabel la Católica.
Como fabricante fue fundador antecesor de la empresa Tèxtil Vallhonrat, S.A. en 1872, año en que comenzó su actividad con dos telares de jacquard y dos telares estrechos. Pocos años después, en 1883, ya contaba con seis telares y un hilado de lana. La actividad industrial se llevaba a término en un edificio de la calle Joaquim de Paz, de Tarrasa, el cual, tras sucesivas remodelaciones de la mano del arquitecto Rafael Puig i Puig, pasó a ser la Casa Narcís Argemí (o Magatzem Narcís Argemí). De estilo ecléctico y con líneas de inspiración neoclásica, actualmente la Casa Narcís Argemí está protegida como Bien Cultural de Interés Local
Narcís Argemí i Vendrell pertenece al linaje de los Argemir, nobles originarios de la masía L'Argemira de Castellterçol. En el traspaso de la Edad Media al capitalismo, una parte de la descendencia se estableció en Sabadell, iniciando, así, una descendencia de fabricantes del gremio de la lana y los paños (Cofraría de Pelayres) Hijo del perayre Josep Argemí i Castellà, Narcís Argemí es padre del industrial textil y político catalanista tarrasense Ramon Argemí i Comerma.